# Pantxi Sirieix
François Sirieix, detto Pantxi (Bordeaux, 7 ottobre 1980), è un ex calciatore francese di origini spagnole, di ruolo centrocampista.

## Carriera

### Club
Cresciuto nelle giovanili dell'Auxerre, esordisce in prima squadra nella stagione 2001-2002. Nel 2004 si trasferisce al Tolosa, club nel quale ha chiuso la carriera.

### Nazionale
Non è mai stato convocato dalla Francia, ma conta tre presenze con la maglia della Selezione di calcio dei Paesi Baschi. Pur essendo nato a Bordeaux, infatti, è basco di origine ed è cresciuto nella località basco-francese di Hasparren.

## Palmarès

### Club

#### Competizioni nazionali
- Coppa di Francia: 1

Auxerre: 2002-2003